# Stay (Pink Floyd)
«Stay» és el novè tema de l'àlbum Obscured by Clouds del grup britànic de rock progressiu Pink Floyd, composta per Roger Waters i Richard Wright, i amb lletra del mateix Waters.

## Composició i edició
La cançó va ser escrita i enregistrada al castell d'Hérouville al costat de Pontoise a França el 1972. Explica la història d'un home que no recorda el nom de la dona que té al costat quan es desperta, una cançó d'amor superficial, que pot suggerir que es referia a una groupie. És una cançó similar a la cançó composta per Wright «Summer '68» en l'àlbum Ummagumma.
Va ser editada com a cara B del senzill Free Four als Estats Units el 1972.

## Crèdits
- Roger Waters – baix, veu i percussió
- David Gilmour - guitarra
- Richard Wright - sintetitzador
- Nick Mason – bateria i percussió